# Albert Iten
Albert Iten (Zúrich, 27 de mayo de 1962) es un deportista suizo que compitió en ciclismo de montaña en las disciplinas de campo a través y descenso. Ganó una medalla de oro en el Campeonato Mundial de Ciclismo de Montaña de 1991 y tres medallas en el Campeonato Europeo de Ciclismo de Montaña entre los años 1991 y 1994.

## Palmarés internacional
| Campeonato Mundial | Campeonato Mundial     | Campeonato Mundial | Campeonato Mundial |
| Año                | Lugar                  | Medalla            | Competición        |
| ------------------ | ---------------------- | ------------------ | ------------------ |
| 1991               | Barga (Italia)         | Medalla de oro     | Descenso           |
| Campeonato Europeo |                        |                    |                    |
| Año                | Lugar                  | Medalla            | Competición        |
| 1991               | La Bourboule (Francia) | Medalla de bronce  | Descenso           |
| 1992               | Möllbrücke (Austria)   | Medalla de plata   | Descenso           |
| 1994               | Métabief (Francia)     | Medalla de oro     | Campo a través     |